# Кидок (бойові мистецтва)

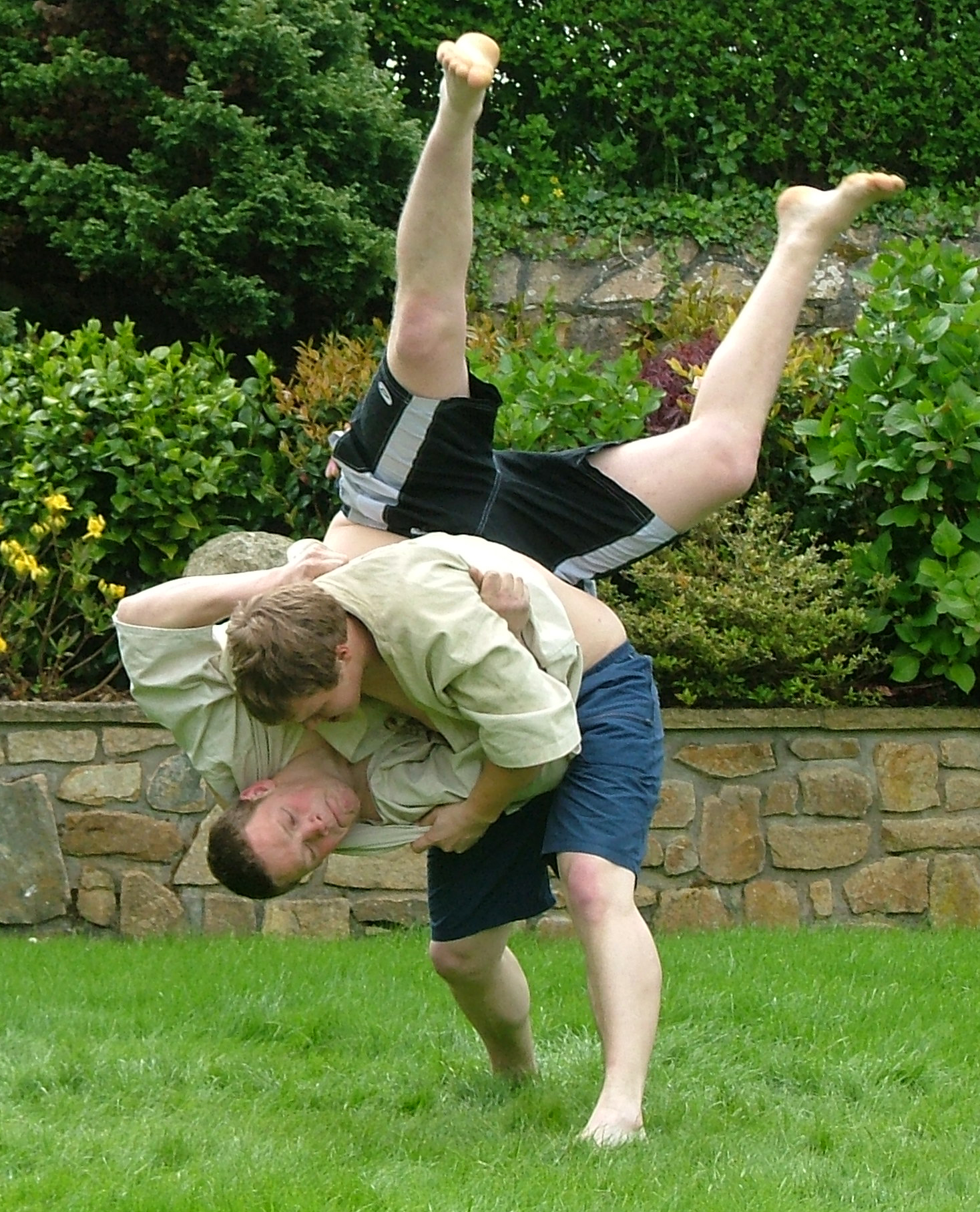
Кидок через спину

Кидо́к — у бойових мистецтвах згідно з технічним виконанням кидки відносяться до великої групи прийомів. Вони використовуються головним чином в бою на ближній дистанції в тому разі, коли немає чисельної чи фізичної переваги супротивника.
Самі по собі кидки не є кінцевою метою бою; їх завдання — створити сприятливі умови для добиваючих ударів.